# Țapu
Țapu – wieś w Rumunii, w okręgu Sybin, w gminie Micăsasa. W 2011 roku liczyła 650 mieszkańców.